# 南高田站
南高田站（日语：／ Minami-Takada eki */?）位於日本新潟縣上越市，是越後心動鐵道妙高躍馬線的車站，過往是JR東日本信越本線一部份，由新潟分社管轄，業務則由下設的「JR新潟商務」負責。2015年3月14日因北陸新幹線，妙高高原～直江津之間的新潟縣路段改交由越後心動鐵道營運。
自日本國鐵設站起，已設定本站為簡易車站模式，一直以來都是無人車站，JR東日本曾在2012起為沿線無人車站設立「名譽站長」，以一批已退休的舊員工以義工形式協助車站周圍美化及臨時站務工作，但易手後，相關安排似乎未有繼續。
雖然為全日無人車站，但由於附近民居較多，加上設有多間學校，通勤及通學乘客十分多，單以2010年度的每日平均使用人數，已比不少設有站員配置的車站為多。越後心動鐵道接手後，亦加設了自動售票機。

## 站房
為水泥及鋼筋建成的單層簡易式站舍，設置於月台旁邊，同時結合了候車室的功能。共設有3個出人口，當中2個能進入站舍；另1個更能直接進入月台範圍。亦因遷就月台的水平位置，整座站舍均被鋼架基座所架高，室內設有自動售票機1座，並附設多張候車長櫈。
北端出口對開為單車停泊場。

### 月台配置
只設有1個側式月台，列車不能在此交換，整個月台均為露天設計，有效長度為6輛。列車靠站時，往直江津方向為右側上落；往妙高高原方向為左側上落。
| 路線        | 方向 | 目的地                               |
| ----------- | ---- | ------------------------------------ |
| ■妙高躍馬線 | 上行 | 上越妙高、新井、二本木、妙高高原方向 |
| ■妙高躍馬線 | 下行 | 直江津、經■北北線往越後湯澤方向      |

## 歷史
- 1961年12月10日：開業[3]。
- 1987年4月1日：國鐵分割民營化，車站由東日本旅客鐵道承繼。
- 2012年5月1日：設立「名譽站長」[1]。
- 2015年3月14日：隨北陸新幹線長野站～金澤站間延伸開業，JR東日本信越本線直江津～妙高高原轉由越後心動鐵道營運。

## 使用狀況
根據上越市統計資料，車站使用人數的紀錄只至2010年。當越後心動鐵道於2015年接手時，則重新設置了資料
| 年度 | 一日平均乘車人數 |
| ---- | ---------------- |
| 2005 | 761              |
| 2006 | 741              |
| 2007 | 737              |
| 2008 | 761              |
| 2009 | 792              |
| 2010 | 844              |
| 2011 |                  |
| 2012 |                  |
| 2013 |                  |
| 2014 | （資料欠奉）     |
| 2015 | 810              |
| 2016 | 788              |
| 2017 | 835              |
| 2018 | 829              |
| 2019 | 854              |
| 2020 | 762              |
| 2021 | 818              |
| 2022 | 838              |
| 2023 | 798              |

## 相鄰車站
越後心動鐵道
■妙高躍馬線
■快速（直通信越本線）、■普通
上越妙高－南高田－高田

## 外部連結
- 越後心動鐵道南高田站介紹。 （页面存档备份，存于）（日語）